# Lucre (Quispicanchi)
Lucre es una localidad peruana capital del distrito homónimo ubicado en la provincia de Quispicanchi en el departamento del Cuzco.

## Clima
| Parámetros climáticos promedio de Lucre | Parámetros climáticos promedio de Lucre | Parámetros climáticos promedio de Lucre | Parámetros climáticos promedio de Lucre | Parámetros climáticos promedio de Lucre | Parámetros climáticos promedio de Lucre | Parámetros climáticos promedio de Lucre | Parámetros climáticos promedio de Lucre | Parámetros climáticos promedio de Lucre | Parámetros climáticos promedio de Lucre | Parámetros climáticos promedio de Lucre | Parámetros climáticos promedio de Lucre | Parámetros climáticos promedio de Lucre | Parámetros climáticos promedio de Lucre |
| Mes                                     | Ene.                                    | Feb.                                    | Mar.                                    | Abr.                                    | May.                                    | Jun.                                    | Jul.                                    | Ago.                                    | Sep.                                    | Oct.                                    | Nov.                                    | Dic.                                    | Anual                                   |
| --------------------------------------- | --------------------------------------- | --------------------------------------- | --------------------------------------- | --------------------------------------- | --------------------------------------- | --------------------------------------- | --------------------------------------- | --------------------------------------- | --------------------------------------- | --------------------------------------- | --------------------------------------- | --------------------------------------- | --------------------------------------- |
| Temp. media (°C)                        | 8.4                                     | 8.4                                     | 8.3                                     | 8                                       | 7.4                                     | 6.7                                     | 6.2                                     | 6.8                                     | 7.8                                     | 8.6                                     | 9.2                                     | 8.8                                     | 7.9                                     |
| Fuente: climate-data.org                |                                         |                                         |                                         |                                         |                                         |                                         |                                         |                                         |                                         |                                         |                                         |                                         |                                         |